# Rasseln der Lausitzer Kultur

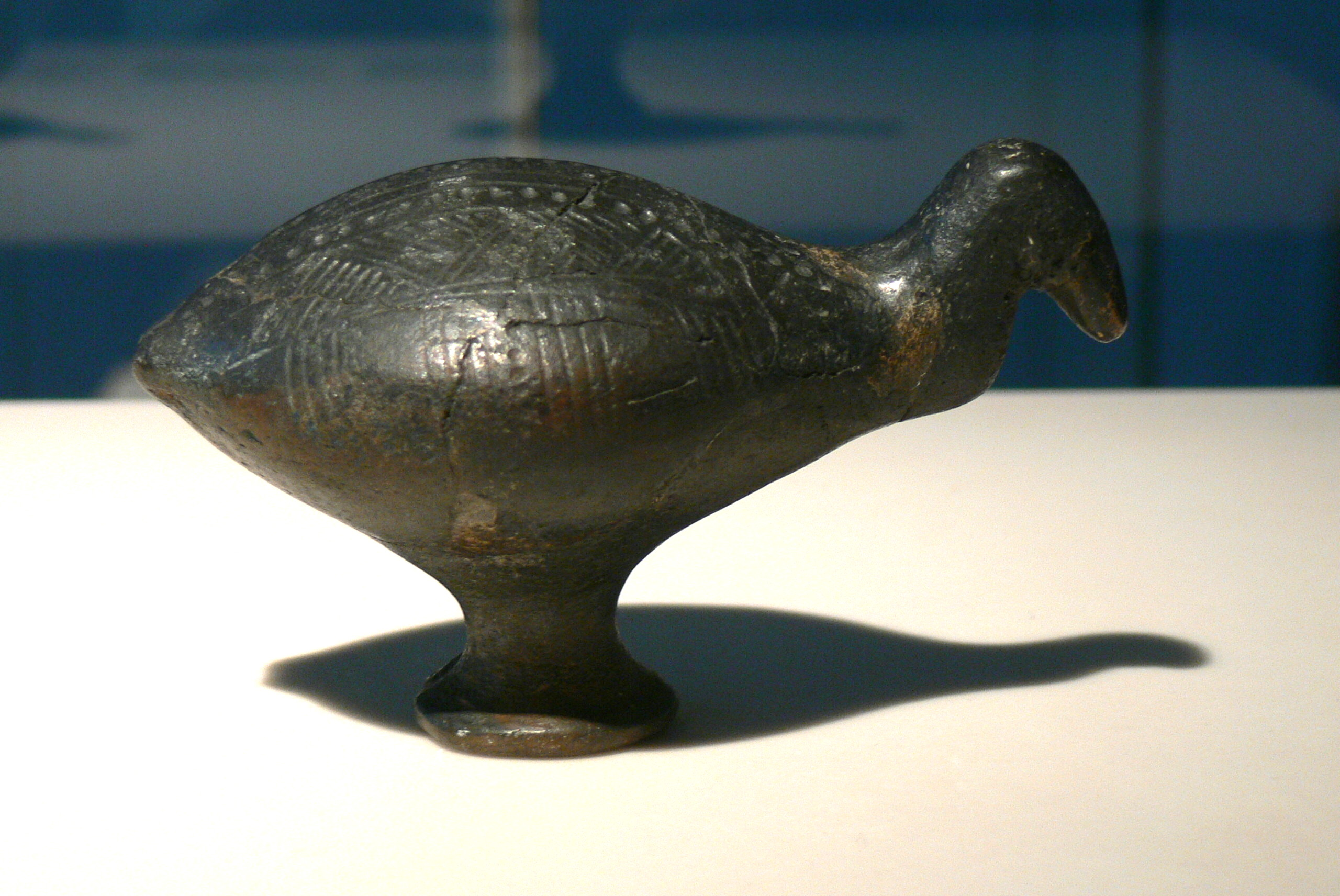
Vogelrassel aus Ton mit Graphitüberzug, 1000–600 v. Chr.

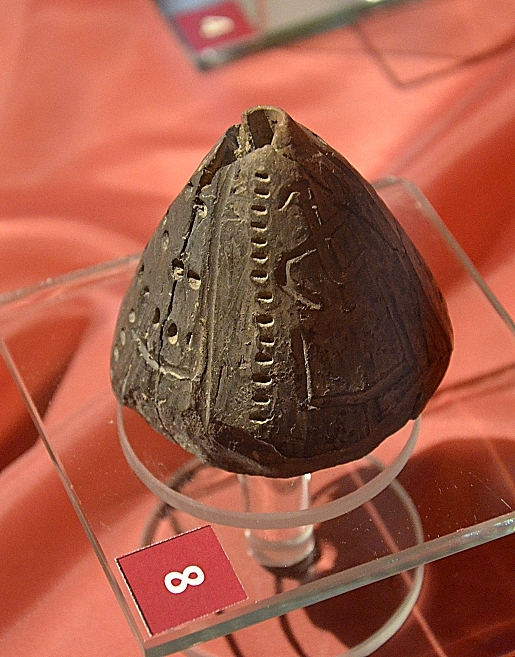
Wandalische Rassel 2. Jhr. n. Chr.

Vorzeitliche, tönerne Rasseln der Lausitzer Kultur zählen zu den Schüttelidiophonen, (Idiophon, deutsch „Selbstklinger“), da die Töne vom schwingenden Gefäßkörper erzeugt werden. Es gibt ei-, griff-, kugel-, kissen- und tropfenförmige Rasseln, Rasseln mit abgesetztem Fuß, mit Dellen oder Knubben, oder solche in Form doppelkonischer oder flaschenförmiger Gefäße. Viele Rasseln sind mit Schalllöchern zur akustischen Verstärkung der Töne versehen.
Ornitomorphe (vogelförmige) Rasseln der Lausitzer Kultur machen etwa 25 % der Rasselfunde in Sachsen-Anhalt aus. Einige tragen Verzierungen die spätbronzezeitlichen Gefäßornamenten entsprechen. Sie tragen oft Rillenzier, die offenbar das Gefieder andeutet. Ornitomorphe Gefäßkeramiken werden bereits bei der neolithischen balkanisch-danubischen Keramik angetroffen, wo sie den kultischen Charakter derartiger Formen anzeigen.
Die Fundumstände sind unterschiedlich. Einige Rasseln wurden bei regulären Grabungen geborgen, andere waren Lesefunde. Viele Rasseln aus Sachsen-Anhalt gehören vermutlich zur spätbronzezeitlichen Lausitzer Kultur und stammen aus Gräbern. Rasseln sind besonders während der Spätbronzezeit und in der Slawenzeit (9./10. Jh.) verbreitet.

## Vogelrasseln

### Buckau
Die kleine Vogelrassel aus Buckau, Landkreis Elbe-Elster, wurde 1829 in einem Grab mit mehreren teilweise in- und übereinander stehenden Gefäßen und mehreren Urnen gefunden. Die Rillenverzierung kann wiederum als Gefieder oder Flügel des Vogels interpretiert werden.

### Ichstedt
Die vogelförmige Rassel aus Ichstedt, Kyffhäuserkreis in Thüringen stammt von einer Bestattung der römischen Kaiserzeit. Sie wurde während der Ausgrabung eines ausgedehnten Gräberfeldes im Jahr 1988 in Grab 36 gefunden. Neben Leichenbrand, einem Terrasigillata-Teller, dem Rest eines größeren Bronzegefäßes, Bronzeschmuck und zwei hellblauen Glasperlen wurde die vogelförmige Rassel entdeckt. Das Stück gleicht spätbronzezeitlichen Exemplaren derart, dass es in diesem Kontext ungewöhnlich ist, und von einer Antiquität gesprochen werden muss die rund eintausend Jahre nach ihrer Herstellung als Grabbeigabe diente. Im Halsbereich zeigt die Rassel Spuren einer Reparatur um den abgebrochenen Kopf zu befestigen. Eine Röntgenaufnahme offenbarte den aus vier Tonkügelchen bestehenden Inhalt der Rassel.

### Rahnsdorf
Die kleinste Rassel in Vogelgestalt mit Standfuß stammt aus Rahnsdorf, Landkreis Wittenberg. Der ortsansässige Pfarrer berichtet 1925 über Funde aus einem Flachgräberfeld. Der Kopf ist abgebrochen, die Verzierung am Rücken aus Schrägstrichbündeln beschädigt. Das Stück ist nur 3,2 cm hoch.

### Rasseln aus dem Schweinert
Für die Rasseln aus dem Waldstück "Schweinert" zwischen Kleinrössen und Uebigau-Wahrenbrück im brandenburgischen Elbe-Elster-Kreis, sind dagegen keine Fundumstände bekannt. Die Ausgrabung des Flach- und Hügelgräberfeldes wurde 1828 durchgeführt und zählt zu einer der frühesten archäologischen Untersuchungen in Mitteldeutschland überhaupt. Die Bergung erfolgte damals meist nur durch undokumentiertes aufsammeln der Funde. Es handelt sich um zwei geschlossene Miniaturgefäße  mit Schallloch und Durchbohrung für eine Schnur, sowie eine Kugelrassel mit Standboden, die mit Fingertupfen, konzentrischen Halbkreisrillen und Zonenbuckeln verziert ist.

## Geometrische Rasseln

### Annaburg
Eine doppelkonische Rassel mit Henkel wurde 1940 von W. A. von Brunn während einer Grabung in Annaburg, Landkreis Jessen aus stark zerstörten Gräbern eines Flachgräberfeldes geborgen. Sie besteht im Prinzip aus zwei kleinen Tassen, die an der Gefäßmündung miteinander verbunden sind und an den anderen Seiten eingedellte Standböden aufweist.

### Arzberg
Die flaschenförmige Rassel mit langem schmalem Hals aus Arzberg, Landkreis Torgau gehört zu einer der wenigen die 1901 bei einer regulären Freilegung mehrerer Urnengräber ausgegraben wurden. Unter den Beigaben aus den Gräbern werden ferner Bronzeringe, Tonamulette, Tonlöffel, Tonperlen und Tonscheiben genannt.

### Beiersdorf
Die beiden gleichförmigen Rasseln in Form geschlossener Miniaturgefäße aus Beiersdorf, Landkreis Elbe-Elster stammen mit dem Vermerk nach "von Urnenplätzen" aus der prähistorischen Sammlung des verstorbenen Lehrers Richter aus Bad Liebenwerda. In Anbetracht der Gleichartigkeit in Form und Verzierung kann hier auch angenommen werden, dass beide Rasseln Grabbeigaben desselben Grabes sein könnten.

### Halle (Saale)
In Halle sind spätbronzezeitliche Funde aus dem Umfeld der Burg Giebichenstein bekannt. Unter diese fällt eine im Advokatenweg gefundene vasenförmige, mit kleinen Punkteinstichen verzierte Tonrassel. Sie wurde 1883 von der damaligen "Historischen Commission der Provinz Sachsen" aus einer Sammlung überstellt. Die rote Farbe entstand vielleicht durch Hitzeeinwirkung bei der Verbrennung des Toten, bei der die Rassel in der Nähe gelegen haben könnte.
Die beschädigte birnenförmigen Rassel aus der Leibnizstraße wurde bei einer Notbergung 1962 offenbar aus einer spätbronze- oder früheisenzeitlichen Siedlungsgrube geborgen wurde. Ihr Inhalt besteht aus kleinen Kieselsteinen, die einen helleren Klang erzeugen.

### Landkreis Wittenberg
Über die Auffindung des verzierten kissenförmigen Stückes aus Bülzig und der doppelkonischen Rassel aus Senst beide Landkreis Wittenberg gibt es keine Informationen.
Durch die Beschädigung des kugelförmigen Exemplars mit abgesetztem Standfuß aus Möhlau, OT Golpa, Landkreis Wittenberg zeigt sich auch hier das Innenleben der Rassel. Kleine Tonkügelchen verursachen das Geräusch. Das Stück wurde in Urnengräbern in einer Kiesgrube gefunden und kam 1900 als Geschenk in die Sammlung des Landesmuseums.

### Landkreis Elbe-Elster
Gleiches gilt auch für die griffförmigen Tonrassel aus Grassau und die mit Knubben verzierte, und die kugelige mit eingedelltem Boden versehene Rassel aus dem benachbarten Lönnewitz, beide Landkreis Elbe-Elster.
Aus Lönnewitz soll auch die vogelförmige Rassel stammen. Sie trägt einen hohen Standfuß und eine unregelmäßige Verzierung aus Strichreihen und Punktgruppen. Der Kopf ist gebrochen. An den Flanken sind die Flügel und am Hinterteil der Steiß durch tönerne Fortsätze ausgeformt.
Das rundliche Stück mit zwei eingedellten Standfläche und seitlicher, quer durchlochter Schwellung aus Cosilenzien, Landkreis Elbe-Elster kam im 19. Jahrhundert nach Halle.

## Rheinland
Bei Untersuchungen metallzeitlicher Siedlungsreste in einem Kiesgrubenvorfeld in Aldenhoven, Kreis Düren, wurde 2019 ein kleines spätbronzezeitliches Gräberfeld entdeckt. In einem weitgehend zerstörten Brandgrab kam eine im Rheinland singulärere tönerne Rassel zum Vorschein. Sie war kleinteilig zerscherbt, aber nahezu vollständig erhalten. Das doppelkonisch geformte Stück hat 5,5 cm Durchmesser. Am Umbruch befinden sich kleine warzenartige Knubben, der Rasselkörper zeigt Strichgruppenverzierungen. Wenngleich Rasseln häufig aus Kindergräbern stammen, muss es sich nicht zwingend um ein Spielzeug handeln. Eine Funktion im allgemeinen Grabritus oder im Rahmen eines Abwehrzaubers ist ebenso gut denkbar.
Die bislang am Niederrhein unbekannten Rasseln treten vereinzelt im Mittelrheingebiet auf.

## Kontext
Die Lausitzer Kultur ist von der späten Bronzezeit bis in die frühe Eisenzeit (ca. 1300–800 v. Chr.) hauptsächlich in Polen, im Norden Tschechiens und in Brandenburg und Sachsen (vor allem in der Niederlausitz) verbreitet. Typisch sind große, teils über mehrere Generationen angelegte Gräberfelder mit Urnenbestattungen. Der Leichenbrand ist oft auf mehrere Urnen verteilt die mit weiteren Gefäßen unterschiedlicher Form gruppiert zu einem Grabensemble gehören. Keramik bildet mit Abstand die Hauptkomponente der Grabbeigaben. Wahrscheinlich wurde sie eigens für die Bestattungen angefertigt. Begleitend finden sich häufig zerscherbte Gefäße, die gelegentlich als Pflasterung des Grabbodens dienen. Oft ist das Gefäßensemble von Steinen eingefasst und/oder bedeckt.
Im Dreiländereck Sachsen, Sachsen-Anhalt und Brandenburg, finden sich die westlichen Ausläufer der Lausitzer Kultur. Vor allem entlang der Elbe im Raum Wittenberg sind Lausitzerfunde nachgewiesen. Viele Rasseln stammen aus diesem Gebiet, bzw. aus den zu Brandenburg zählenden Regionen im Elbe-Elster-Raum.
Auf einigen großen Gräberfeldern wurde beobachtet, dass Rasseln häufig mit Kinderbestattungen verbunden sind. In den Gräbern mit Rasseln war der Leichenbrand eines Kindes häufig auf mehrere Miniaturgefäße bzw. verkleinerte Ausgaben von normalen Urnen verteilt. Die Rasseln wurden neben den Leichenbrandbehältern aufgefunden. Die archäologische Forschung geht aber davon aus, dass Rasseln und Vogelrasseln nicht als Kinderspielzeug abgetan werden können. Wahrscheinlich spielten sie als Symbolgut eine Rolle im Bestattungsritus.